# تو (فیلم ۲۰۰۹)
«تو» (انگلیسی: Thee) یک فیلم است که در سال ۲۰۰۹ منتشر شد.